# Konjske trke
Konjske trke su konjički sport koji obično obuhvata dva ili više konja koje jašu džokeji (ili se ponekad nadmeću bez jahača) na određenoj udaljenosti radi takmičenje. Ovo je jedan od najstarijih sportova, jer je njegova osnovna premisa - da se prepozna koji je od dva ili više konja najbrži na zadatoj stazi ili udaljenosti - nepromenjena još od klasične antike.
Konjske trke se u formatu veoma međusobno razlikuju i mnoge zemlje su razvile svoje posebne tradicije oko sporta. Varijacije uključuju ograničavanje trka na određene pasmine, trčanje preko prepreka, trčanje na različitim daljinama, trčanje na različitim površinama staza i trčanje na različite načine.
Iako se konji ponekad trkaju isključivo radi sporta, veliki deo interesovanja i ekonomskog značaja za konjičke trke je u kockanju koje je s tim povezano, aktivnost koja je 2008. stvorila svetsko tržište u vrednosti od oko 115 milijardi američkih dolara.

## Istorija
Konjske trke imaju dugu i uglednu istoriju i praktikovane su u civilizacijama širom sveta od davnina. Arheološki zapisi govore da su se trke konja događale u drevnoj Grčkoj, Vavilonu, Siriji i Egiptu. One takođe sačinjavaju važan deo mita i legende, poput takmičenja između paripa boga Odina i džina Hrungnira u nordijskoj mitologiji.
Trke dvokolica bile su jedan od najpopularnijih sportova drevne Grčke, Rima i Vizantije. Trke kočija i konja bile su događaji u drevnoj Grčkoj olimpijadi do 648. godine pne i bile su važna aktivnost u ostalim Panhelenskim igrama. Ove trke su bile popularne iako su trke kočijama često bile opasne za vozača i za konje, koji bi često trpeli ozbiljne povrede, pa čak i smrt. U Rimskom carstvu su kočijaške i konjske trke bile jedna od glavnih industrija. Od sredine petnaestog veka do 1882. godine, prolećni karneval u Rimu je zatvaran konjskom trkom. Petnaest do 20 konja bez jahača, koji su prvobitno bivali uvezeni sa Berberske obale u Severnoj Africi, bili bi pušeni da pretrče Via del Korso, dugu, pravu gradsku ulicu; njihovo vreme trčanja je bilo oko 2 1⁄2 minuta.
U kasnijim vremenima, trke čistokrvnih konja su postale i ostale popularne među aristokratijom i kraljevskom porodicom britanskog društva, stekavši naslov „Sport kraljeva”.
Istorijski gledano, konjanici su usavršavali svoje veštine kroz igre i trke. Konjički sportovi pružili su zabavu za mase i pokazalo se da su izvrsne konjičke sposobnosti potrebne u borbi. Konjske trke svih tipova razvile su se iz improvizovanih takmičenja između jahača ili kočijaša. Različiti oblici takmičenja, koji uslovljavaju zahtevne i specijalizovane veštine od konja i jahača, rezultirali su sistematskim razvojem specijalizovanih pasmina i opreme za svaki sport. Popularnost konjičkog sporta kroz vekove rezultirala je očuvanjem veština koje bi u suprotnom nestale nakon što su konji prestali da se koriste u borbi.
U Britaniji su konjičke trke postale čvrsto uspostavljene u 18. veku. Kralj Čarls II Stjuart (koji je vladao od 1649. do 1685) bio je strastven sportista koji je dao Njumarketu njegovu prominenciju. Do 1750. godine formiran je Džokejski klub radi kontrolisanja trka u Njumarketu, postavljanja pravila igre, sprečavana nepoštenih dela i omogućavanja poštenog nadmetanja. Epsom derbi počeo je 1780. godine. Pet klasičnih trka započelo je sa Sv. Leža Stejksom 1776. godine. Sistem je kompletiran 1814. godine sa pet godišnjih trka. Njumarket i Džokejski klub su postavili standarde, mada se većina trka odvijala uz male novčane nagrade i ogromni lokalni prestiž na poljima zemljoposednika i u nastajućim gradovima. Sistem klađenja bio je od suštinskog značaja za finansiranje i rast industrije, a sve društvene klase su učestvovale, od siromašnih do kraljeve porodice. Visoko društvo je imalo kontrolu i oni su ulagali poseban napor na odstranjivanje ološa i kriminalnog elementa iz sistema klađenja. Kako se radilo o stvarnom novcu, sistemu su bili neophodni obučeni džokeji, treneri, konjušari i stručnjaci za uzgoj, čime je otvorena nova prestižna karijera za seoske pripadnike radničke klase.
Dunavsko kolo jahača je u avgustu 1940. otvorilo "gradski totalizator" u beogradskom Obilićevom vencu, koji je omugaćavao klađenje na trke u samom gradu.

## Literatura
- Edwards, Elwyn Hartley (1994). The Encyclopedia of the Horse. DK. ISBN 978-1564586148. ASIN 1564586146.
- „Horse-racing”.  (на језику: енглески) (11 изд.). 1911.
- Arthur, RM;  . (2003). „North American Thoroughbred”.  Ур.: Ross MW, Dyson SJ. Diagnosis and Management of Lameness in the Horse. St. Louis, MO: Saunders. стр. 872. ISBN 0-7216-8342-8.
- Barakat, Christine (октобар 2007). „Why Size Matters”. Equus. 361: 36—42.
- Barrett, Norman, ур. (1995). The Daily Telegraph Chronicle of Horse Racing. Enfield, UK: Guinness Publishing.
- Bongianni, Maurizio (1983). Champion Horses: An Illustrated History of Flat Racing, Steeplechasing and Trotting Races. New York: Bonanza Books. ISBN 0-517-43933-6.
- Bongianni, Maurizio (1987). Simon & Schuster's Guide to Horses and Ponies. New York: Fireside. ISBN 0-671-66068-3.
- Bourke, JM (1994). „Fatalities on racecourses in Victoria: a seven year study”. Proceedings of the 10th International Conference of Racing Analysts and Veterinarians.
- Bruce, S.D. (1884). The American Stud Book, Vol. 1, Revised Edition. New York: Sanders D. Bruce.
- Buecker, Thomas R. (2002). Fort Robinson and the American century, 1900–1948. Lincoln: Nebraska State Historical Society. ISBN 0-933307-29-2.
- Cunningham EP, Dooley JJ, Splan RK, Bradley DG (децембар 2001). „Microsatellite diversity, pedigree relatedness and the contributions of founder lineages to thoroughbred horses”. Animal Genetics. 32 (6): 360—4. PMID 11736806. doi:10.1046/j.1365-2052.2001.00785.x.
- Derry, Margaret Elsinor (2006). Horses in Society: A Story of Animal Breeding and Marketing, 1800–1920. Toronto: University of Toronto Press. ISBN 0-8020-9112-1.
- Equine Research, Inc. (1982). Breeding Management and Foal Development. Grand Prairie, Texas: Equine Research. ISBN 0-935842-04-7.
- Erigero, Patricia. „New Research Sheds Light on Old Pedigrees”. Genetic Markers. Thoroughbred Heritage. Приступљено 2008-02-17. which cites Hill, E. W.;  . (2002). „History and Integrity of Thoroughbred Dam Lines Revealed in Equine mtDNA Variation” (PDF). Animal Genetics. 33 (4): 287—294. PMID 12139508. doi:10.1046/j.1365-2052.2002.00870.x. Приступљено 2008-02-17.
- Erigero, Patricia. „Who's Your Momma II: Some Lines Converge”. Genetic Markers. Thoroughbred Heritage. Приступљено 2008-02-17. which cites Hill, E. W.;  . (2002). „History and Integrity of Thoroughbred Dam Lines Revealed in Equine mtDNA Variation” (PDF). Animal Genetics. 33 (4): 287—294. PMID 12139508. doi:10.1046/j.1365-2052.2002.00870.x. Приступљено 2008-02-17.
- Erigero, Patricia. „Who's Your Momma III: Some Lines Misplaced”. Genetic Markers. Thoroughbred Heritage. Приступљено 2008-02-17. which cites Hill, E. W.;  . (2002). „History and Integrity of Thoroughbred Dam Lines Revealed in Equine mtDNA Variation” (PDF). Animal Genetics. 33 (4): 287—294. PMID 12139508. doi:10.1046/j.1365-2052.2002.00870.x. Приступљено 2008-02-17.
- Evans, Warren J; Anthony Borton; L. Dale Van Vleck; Harold Hintz (1990). The Horse (Second изд.). San Francisco: W.H. Freeman. ISBN 0-7167-1811-1.
- Finley, Bill (6. 10. 2006). „Sadly, No Way to Stop Deaths”. New York Daily News.
- Glyn, Richard (1971). The World's Finest Horses and Ponies. London: Harrap. ISBN 0-245-59267-9.
- Grady, Denise (23. 5. 2006). „State of the Art to Save Barbaro”. The New York Times. Приступљено 2008-02-17.
- Hedge, Juliet; Don M. Wagoner (2004). Horse Conformation: Structure, Soundness and Performance. Globe Pequot. ISBN 1-59228-487-6.
- Henry, Marguerite (1967). All About Horses. Random House. ISBN 0-394-80243-8.
- Jones, Caroline (октобар 1973). „Fox Hunting in America”. American Heritage Magazine. 24 (6).
- Kluger, Jeffrey (28. 5. 2006). „Bred for Speed...Built for Trouble”. Time Magazine. Архивирано из оригинала 6. 4. 2008. г. Приступљено 2008-02-17.
- MacKey, Valorie S.; Trout, Donald R.; Meagher, Dennis M.; Hornof, William J. (1987). „Stress fractures of the humerus, radius, and tibia in horses: clinical features and radiographic and/or scintigraphic appearance”. Veterinary Radiology & Ultrasound. 28 (1): 26—31. doi:10.1111/j.1740-8261.1987.tb01719.x.
- Merriam-Webster (1989). The Merriam-Webster Dictionary of English Usage. Springfield, MA: Merriam-Webster. ISBN 0-87779-132-5.
- Miller, Robert M. (јесен 2006). „And They Call Us Horse Lovers”. Cowboy Magazine. Приступљено 2008-02-17.
- Milner, Mordaunt (1990). The Godolphin Arabian: The Story of the Matchem Line. London: J. A. Allen. ISBN 0-85131-476-7.
- Montgomery, Edward E. (1971). The Thoroughbred. New York: Arco Publishing. ISBN 0-668-02824-6.
- Morris, Tony (1990). Thoroughbred Stallions. Swidon, Wiltshire: Crowood Press. ISBN 1-85223-331-1.
- Napier, Miles (1977). Blood will tell: Orthodox breeding theories examined. London: J. A. Allen. ISBN 0-85131-254-3.
- Nimrod (1901). The Turf. London: Gay and Bird.
- Oikawa, M;  . (1994). „Effect of restructuring of a racetrack on the occurrence of racing injuries in thoroughbred horses”. Journal of Equine Veterinary Science. 14 (5): 262—268. doi:10.1016/S0737-0806(06)81951-9.
- Oke, Stacey (јул 2008). „Understanding and Preventing Catastrophic Injuries”. The Horse.
- Patten, John W. (1960). The Light Horse Breeds: Their Origin, Characteristics, and Principal Uses. New York: Bonanza Books. OCLC 403717047.
- Pedulla, Tom (4. 6. 2006). „Injury steps up scrutiny on Triple Crown schedule”. USA Today. Приступљено 2008-02-17.
- Phifer, Kate Gilbert (1978). Track Talk: An Introduction to Thoroughbred Racing. Washington, D.C.: Robert B. Luce Co. ISBN 0-88331-098-8.
- Pickrell, John (септембар 2005). „95% of thoroughbreds linked to one superstud”. NewScientist.com news service. New Scientist. Приступљено 2008-02-17.
- Robertson, William P. (1964). The History of Thoroughbred Racing in America. New York: Bonanza Books. OCLC 1028160.
- Rosenblatt, Richard (2007-04-23). „Barbaro's Legacy: Better Life for Horses”. Washington Post. Приступљено 2008-02-17.
- Walker, Childs; Bill Ordine (30. 1. 2007). „Barbaro's injury highlighted problems, medical advances”. Baltimore Sun. Архивирано из оригинала 11. 10. 2008. г. Приступљено 2008-02-17.
- Wall, John F. (1949). Famous Running Horses: Their Forebears and Descendants (Reprint edition from Kessinger Publishing (2007) изд.). Washington, DC: Infantry Journal Press. ISBN 1-4325-9386-2.
- Willett, Peter (1982). The Classic Racehorse. Lexington, KY: University Press of Kentucky. ISBN 0-8131-1477-2.
- Willett, Peter (1970). The Thoroughbred. New York: G. P. Putnam's Sons. ISBN 0-297-00225-2.